# Liberal Katolsk Kirke
Liberal Katolsk Kirke er en sakramental kirke med et esoterisk syn på reinkarnation, karma og menneskets evolution.
Liberal Katolsk Kirke (LKK) er et selvstændigt trossamfund. Kirken blev grundlagt i 1916 af teosofferne J.I. Wedgwood og C.W. Leadbeater.
Kirkens tradition omfatter læren om involution og evolution, karma og reinkarnation samt læren om verdens indre styre, Mesterhierakiet.

## Kirkens værdier
Kirken
- er for det åndeligt søgende menneske
- har dyb respekt for det enkelte menneskes tros- og tankefrihed.
- anerkender alle religioner som værende ligeværdige og udspringende fra den samme guddommelige kilde.

Liberal Katolsk Kirke er en fri universel kirke, der ser det som sin hovedopgave:
- at videreføre Kristi kærlighedsarbejde for menneskehedens udvikling.
- at formidle den åndelige kraft gennem kirkens ceremonier.
- at forvalte de syv sakramenter, der uddeles til alle som en uvurderlig hjælp i menneskets åndelige udvikling, samt
- at delagtiggøre mennesker i den ubegrænsede, tidløse og guddommelige visdom, Teosofia.

Liberal Katolsk Kirke arbejder med ceremoniernes indre væsen og åndelige funktion og et bevidst samarbejde med englehierakiet. Denne viden hviler på åndsvidenskab og resultater fra clairvoyant forskning, som har afsløret kristuskræfternes måde at arbejde på og har givet en dyb indsigt i ceremoniernes mystik.
Mænd og kvinder ordineres til præsteskabet på lige fod.
Liberal Katolsk Kirke er en gnostisk kirke, som erkender at ethvert menneske er en Kristus i svøb, og det er kirkens opgave at understøtte udviklingen af denne iboende kristus-bevidsthed langs vejen til åndelig vækst, til den fuldt ud minifesteres i den enkelte.
I 2012 blev liberal katolsk kirke godkendt som trossamfund, således at vielser her har juridisk gyldighed. En vielse kan både omfatte to af forskelligt køn, som to af samme køn.

## Økonomi
Alle medarbejdere i kirken er ulønnede. Kirkens økonomiske forhold opretholdes gennem frivillige bidrag, donationer og foreningskontingenter.

## Eksterne link
- http://www.lkk-dk.dk/
- Liberal Katolsk Kirke i Kroatien